# Església de l'Assumpció de la Mare de Déu (Canfranc)
L'Església de l'Assumpció de la Mare de Déu a Canfranc és una església del segle xii, construïda en estil romànic, que va ser donada per Pere II d'Aragó al Monestir de Santa Cristina de Somport l'any 1202. Actualment està incorporada al Sistema d'Informació del Patrimoni Cultural Aragonés, amb el codi d'identificació Cipca_1-INM-HUE-001-078-011.

## Descripció
L'església se situa al centre de la població de Canfranc, al costat del llit del riu Aragó.
Es tracta d'un edifici de planta rectangular amb capçalera quadrada (de 26,25 metres de llarg per 11,35 metres d'ample, i amb voltes de arc de tercelet amb lligadures i claus decorades, igual que la primitiva capella sud).
Presenta tres naus (de voltes de canó, i comunicades amb la nau central mitjançant arcs de mig punt) dividides en cinc crugies, obrint-se a cadascuna d'elles dues i tres capelles de planta quadrada. Les capelles del costat nord presenten coberta amb volta d'aresta, mentre que la segona capella del costat sud consta d'una cúpula sobre trompes. A més, l'edifici presenta una zona, també de planta quadrada, situada al costat de l'absis de la capçalera, que fa les vegades de sagristia. Als peus de l'església s'eleva un cor alt.
Respecte als materials utilitzats en l'exterior són carreus en les cantonades i paredat als llenços dels murs, reforçats amb nervis i clau central.
En l'exterior es pot contemplar, d'un costat, la torre-campanar que és de planta octogonal, presentant obertures en la paret superior a l'est i oest, i amb una coberta de pissarra a vuit vessants amb faldones; i d'un altre, la presència, en el costat oest de la construcció, d'un pòrtic cobert, com la resta de l'edifici, per una sostrada de pissarra.
L'edifici principal va ser construït al tercer quart del segle XII. L'any 1202 consta la donació d'aquesta església, per part del monarca aragonès Pedro II, al monestir de Santa Cristina de Somport.
El seu aspecte actual és fruit de diverses intervencions sofertes al llarg de la seva història. Una de les més rellevants va ser la realitzada pel mestre Juan de Segura a principis del segle xvi, al costat dels picapedrers Joan Vizcayno, Miguel de Andorca i Joan de Ygola (tots d'origen basc), que està degudament documentada. Tot indica que va ser llavors quan es va construir la capella major, de planta quadrangular, coberta amb una volta de crucería estrelada.
La torre campanar es va construir segles després, ja entrat el segle XVI.
Va sofrir un incendi en 1944 que va tenir conseqüències nefastes sobretot per a la coberta de la nau central que va quedar totalment destruïda, per la qual cosa l'edifici va necessitar d'una posterior restauració. Dels retaules originals, van sobreviure a l'incendi les talles originals, així com el retaule barroc, salvat gràcies a la col·laboració veïnal.
Ja l'any 2000 el Govern d'Aragó va dur a terme la restauració de dos llenços de la Immaculada i el grup escultòric de Sant Pere i Sant Sebastià de l'Església de l'Asunción de La nostra Senyora.
Es tracta de la primera església construïda sota la advocación de La nostra Senyora.